# Genidens genidens
Genidens genidens és una espècie de peix de la família dels àrids i de l'ordre dels siluriformes.

## Morfologia
- Els mascles poden assolir 35 cm de longitud total.[5][6]

## Hàbitat
És un peix demersal i de clima subtropical.

## Distribució geogràfica
Es troba als rius atlàntics del sud de Sud-amèrica.